# Busbecq
Ogier Ghiselin de Busbecq, łac.: Augerius Gislenius Busbequius; znany również jako Augier Ghislain de Busbecq) (ur. 28 października 1522 r. w Comines, zm. 1592) – XVI-wieczny, belgijski pisarz, zielarz i dyplomata.
Służył jako ambasador Imperium Osmańskiego w Konstantynopolu, o czym opublikował w 1581 r. książkę pt. Itinera Constantinopolitanum et Amasianum, opisując swój pobyt tam. Książka została ponownie wydana w 1595 r. z innym tytułemTurcicae epistolae (Listy tureckie).

## Życiorys

### Wczesne lata
Urodził się jako nieślubny syn Georges'a Ghiselina, pana na włościach Bousbecque, i jego kochanki Catherine Hespiel. Został później uznany jako prawowity syn. Dorastał w zamku Busbecq (dzisiejsze Bousbecque na północy Francji), studiował w Wervik i Comines - podówczas znajdowały się one na ziemiach hiszpańskiej Flandrii Zachodniej, będącej prowincją Świętego Cesarstwa Rzymskiego.
Zdolności intelektualne pozwoliły mu podjąć wyższe studia w języku łacińskim na Uniwersytecie w Leuven, gdzie jego pobyt został odnotowany w 1536 roku pod imieniem Ogier Ghislain de Comines. Stamtąd udał się w podróż po wielu znanych uniwersytetach północnych Włoch, łącznie z Wenecją. 
Podobnie jak jego ojciec i dziad, Busbecq zdecydował się rozwijać karierę w administracji publicznej. Rozpoczął pracę na dworze cesarza Ferdynanda I Habsburga około 1552 roku. W 1554 roku został wysłany do Anglii na ślub w Winchester angielskiej królowej Marii Tudor z Filipem II Habsburgiem.

### Na dworze osmańskim
W 1554 roku i ponownie w 1556 roku Ferdynand skierował go w misji poselskiej do Imperium Osmańskiego pod rządami Sulejmana Wspaniałego. Przez pobytu w Konstantynopolu jego głównym zadaniem było prowadzenie negocjacji w sprawie traktatów granicznych pomiędzy jego pracodawcą (przyszłym Świętym Cesarstwem Rzymskim) a Sułtanem o sporny Siedmiogród. Nie odnosił sukcesów w swej misji od momentu, w którym Rüstem Pasza został sułtańskim wezyrem, jednakże ostatecznie osiągnął porozumienie z jego następcą Semiz Ali Paszą.

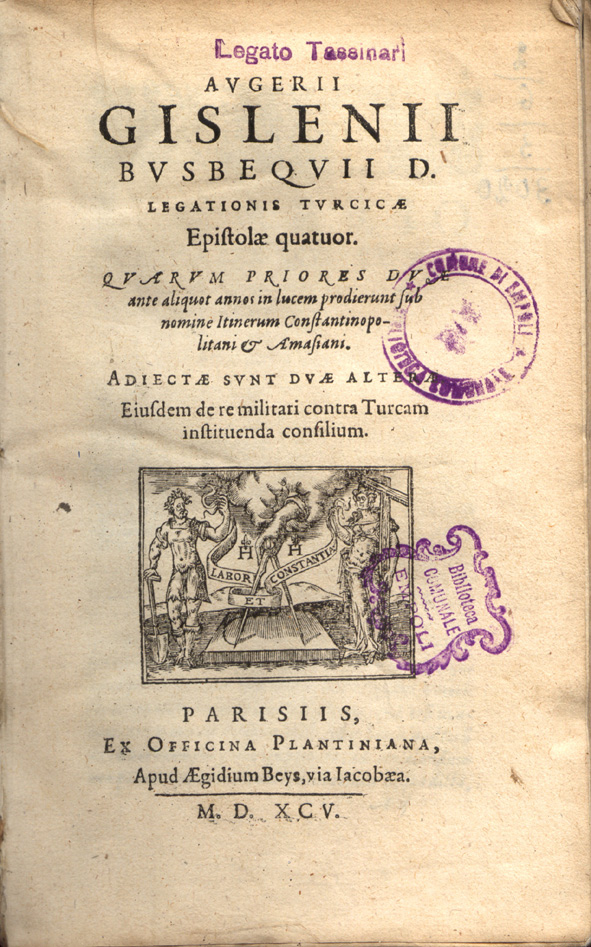
Strona tytułowa Turcicae epistolae, 1595r.

Podczas pobytu w Konstantynopolu napisał Turcicae epistolae, swoje najbardziej znane dzieło. Zawiera ono osobistą korespondencję Busbecqa ze węgierskim dyplomatą Mikołajem Michaultem. Listy te opisywały związane z osmańską polityką perypetie autora. Są one głównym źródłem dla studiów dotyczących osmańskiego dworu sułtańskiego z XVI w. Ponadto Busbecq opisał ze szczegółami rośliny i zwierzęta, które napotkał w Turcji. Listy zawierają również jedyny zachowany wykaz słów języka krymskich Gotów, germańskiego dialektu, używanego niekiedy w niektórych odizolowanych regionach Krymu.
Busbecq odkrył ponadto niemal kompletną kopię Res Gestae Divi Augusti), opisującą życie i czyny rzymskiego cesarza Augusta w Monumentum Ancyranum w Ankarze. Rozpoznał jej pochodzenie podczas czytania Swetoniusza i opublikował fragmenty w swojej książce Turcicae epistolae.
Był zapalonym kolekcjonerem. Nabywał wartościowe rękopisy, rzadkie monety i ciekawe przedmioty różnego rodzaju. Pośród jego najbardziej znanych odkryć była pochodząca z VI wieku kopia traktatu Dioskurydesa De Materia Medica, zawierającego kompendium ziół leczniczych. Po namowie Busbecqusa cesarz zakupił to dzieło. Rękopis ten jest obecnie znany jako Vienna Dioscurides. Pasja zielarska Busbecqa sprawiła, że wysłał on cebulki tureckich tulipanów swojemu przyjacielowi Charles'owi de L’Écluse, który przystosował te kwiaty do uprawy w Niderlandach. Busbecq'owi przypisuje się także sprowadzenie do północnej europy bzu (choć jest to dyskusyjne), a także kozy angorskiej.

### Życie po Turcji
Gdy w 1562 roku Busbecq wrócił z Turcji, objął stanowisko doradcy na dworze cesarza Ferdynanda w Wiedniu oraz opiekuna wnuków i synów przyszłego cesarza Maksymiliana II. Busbecq zakończył swoją karierę jako opiekun Elżbiety Habsburg, córki Maksymiliana i wdowy francuskiego króla Karola IX. Wciąż jednak służył monarchii Habsburgów, śledząc w imieniu Rudolfa II Habsburga rozwój francuskich wojen religijnych. W 1592 roku opuścił swoją rezydencję w Mantes niedaleko Paryża i udał się do swojej rodzinnej Flandrii Zachodniej, jednakże w okolicy Rouen został pobity i okradziony przez członków Ligi Katolickiej. Zmarł kilka dni później. Jego ciało pochowano w zamkowej kaplicy w Saint-Germain-sous-Cailly w pobliżu miejsca śmierci, jego serce zaś zostało zabalsamowane i wysłane do rodzinnego grobowca w Bousbecque.